# New Scientist
New Scientist je mezinárodní vědecký časopis zaměřený na nejnovější pokroky ve vědě a technologii. Otiskuje v angličtině články o posledním vývoji a zprávy z vědecké komunity a články týkající se budoucnosti, zaměřené technicky nebo filozoficky.

## Obsah časopisu
Časopis byl založen roku 1956; vydává jej společnost Reed Business Information, což je pobočka Reed Elsevier. Sídlí v Londýně a existuje ve třech vydáních: britském, americkém a australském. Vlastní také webové strany na nichž publikuje některé články z tištěné verze a denně obnovované depeše ze světa vědy.
Články vycházející v časopisu neprocházejí oponentním procesem (peer review). K jeho čtenářům patří jak vědci tak zájemci o vědu, kteří se tak mohou seznamovat s vědeckými poznatky a vývojem mimo svoje hlavní zaměření. Na základě jeho obsahu pak také vznikají další články o vědeckých poznatcích objevující se v obecně zaměřeném tisku.
Asi třetina obsahu je věnována reklamě, jejíž podstatnou část tvoří inzeráty pracovních míst ve vědeckých institucích.

## Knihy
New Scientist vydal sérii knih obsahující otázky a odpovědi z rubriky Poslední slovo (Last Word). Vybrané nejzajímavější otázky i odpovědi zasílají časopisu sami čtenáři; jedná se o zdánlivě jednoduché otázky z každodenního života typu: Proč roztavené sýry tvoří vlákna? Vdechuji teď jednu z molekul vzduchu z posledního vzdechu Leonarda da Vinciho? Proč krájení cibule vyvolává pláč? na které však jiní zaslali co nejobsáhlejší smysluplné a překvapivé odpovědi.
Takto vyšly knihy:
- Poslední slovo - The Last Word (1998), ISBN 978-0-14-026610-8
- Poslední slovo 2 - The Last Word 2 (2000)
- Jí někdo vosy? a 100 dalších stupidních a vzrušujících otázek -Does anything eat wasps? And 100 other stupid and fascinnating questions (2005) - ISBN 978-2-02-087226-3
- Proč tučňákům není zima na nohy? a 100 dalších stupidních a vzrušujících otázek - Why don't penguins' feet freeze? (2006) - ISBN 978-2-02-092599-0
- Jak proměnit vašeho křečka ve fosílii - How to fossilize your hamster